# Richard Perger (Historiker)
Richard Perger (* 30. August 1928 in Wien; † 13. März 2010 in Klosterneuburg) war ein Jurist, Autor und bedeutender Forscher zur Stadtgeschichte Wiens.

## Familie
Richard Perger entstammte einer Künstler- und Gelehrtenfamilie mit langer Tradition: Er war der Enkel des Komponisten und Brahms-Schülers Richard von Perger (1854–1911). Dessen Vater war der Historienmaler Anton Franz Ritter von Perger (1809–1876), der wiederum der Sohn des Malers Sigmund Ferdinand von Perger (1778–1841) war. Sie waren Verwandte des Malers Ferdinand Georg Waldmüller (1793–1865). Ein Urgroßvater von Richard Perger war der slowenische Sprachforscher und Begründer der Slawistik an der Universität Wien, Franz Xaver Ritter von Miklosich (1813–1891).

## Leben
Nach seinem Jusstudium, das er als Dr. jur. abschloss, war Richard Perger bis 1980 in Wien als Wirtschaftsjurist bei der Bundeskammer der gewerblichen Wirtschaft beschäftigt. Bereits in seiner Zeit als Kammerangestellter hatte er reichlich zur Geschichte Wiens geforscht und publiziert. Nach Antritt seines beruflichen Ruhestandes war er sodann ab 1980 frei schaffend als Schriftsteller und Historiker mit dem Schwerpunkt Wiener Stadtgeschichte tätig.
Das wissenschaftliche Œuvre Pergers, der als einer der renommiertesten Historiker auf dem Gebiet der Stadtgeschichte Wiens gilt, umfasst 276 Positionen und fand weit über die Grenzen Österreichs hinaus Beachtung. Seine Verdienste wurden mit einer Reihe von hochrangigen Ehrungen und Auszeichnungen gewürdigt. Für sein Wirken als Historiker erhielt er unter anderem die vom Verein für Geschichte der Stadt Wien verliehene Theodor-Georg-Ritter-von-Karajan-Medaille, es ist dies die höchste Auszeichnung für Leistungen auf dem Gebiet der Wiener Stadtgeschichtsforschung.
Im Mai 2001 wurde Perger in Wien von einem Radfahrer niedergestoßen, wobei er das Gedächtnis verlor. Infolge dieses schweren Unfalls wurde er bis zu seinem Tod im Jahr 2010 schwerstbehindert in einem Heim gepflegt. Richard Perger wurde in dem ehrenhalber gewidmeten Grab auf dem Wiener Zentralfriedhof, Gruppe 41B, Reihe G1, Nr. 25, bestattet, in dem auch sein Urgroßvater Franz Xaver Ritter von Miklosich (1813–1891) beigesetzt ist. Laut Artur Rosenauer hat ihm nicht nur die Wiener Stadtgeschichte, sondern auch die österreichische Kunstgeschichte viel zu verdanken.

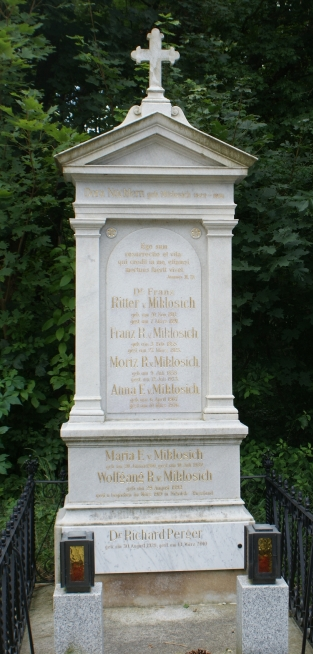
Grab auf dem Wiener Zentralfriedhof

Die rund 4500 historische, kunst- und kulturhistorische Publikationen umfassende Fachbibliothek Pergers ist im Bezirksmuseum Josefstadt als „Dr.-Richard-Perger-Studienbibliothek“ zugänglich und benützbar. Sie bildet dort den größten Bestand der Museumsbibliothek. Perger war 25 Jahre hindurch Kustos des Bezirksmuseums Josefstadt. Der umfangreiche Nachlass Pergers, darunter zahlreiche Abhandlungen zu herausragenden Gebäuden Wiens und ihrer Geschichte, befindet sich im Wiener Stadt- und Landesarchiv.

## Auszeichnungen und Ehrungen
- Theodor-Georg-Ritter-von-Karajan-Medaille des Vereins für Geschichte der Stadt Wien[8]
- Berufstitel Professor (1983)[8]
- Offizierskreuz des Verdienstordens der Republik Ungarn (1994)[9]
- Goldenes Ehrenzeichen für Verdienste um das Land Wien[6]
- Österreichisches Ehrenkreuz für Wissenschaft und Kunst[6]

## Schriften (Auswahl)
- Die Grundherren im mittelalterlichen Wien. In: Jahrbuch des Vereins für Geschichte der Stadt Wien. 1963/64 (19/20), S. 11–68 (Teil 1); 1965/66 (21/22), S. 120–183 (Teil 2); 1967/69 (23/25), S. 7–103 (Teil 3).
- Kahlenberger, Heiligenstädter und Schenken von Ried. In: Jahrbuch des Vereins für Geschichte der Stadt Wien. 17/18 (1961/62), S. 30–52.
- Die Grundherren im mittelalterlichen Wien. 1. Teil. In: Jahrbuch des Vereins für Geschichte der Stadt Wien. 19/20 (1963/64), S. 11–68.
- Der Seckauerhof in Wien. In: Wiener Geschichtsblätter. 20 (1965), S. 463–468.
- Wiens Bürgermeister und Stadtrichter im Jahre 1285. In: Wiener Geschichtsblätter. 21 (1966), S. 3–24.
- Neue Hypothesen zur Frühzeit des Malers Lukas Cranach des Älteren. In: Wiener Geschichtsblätter. 21 (1966), S. 70–77.
- Blasius Lazarin (ca. 1450–1516), Bürger in Agram, Villach und Wien. In: Neues aus Alt-Villach. 1966 (= Jahrbuch des Villacher Stadtmuseums. 3), S. 65–93.
- Zur Herkunft und Versippung von Villacher Bürgerfamilien des 15. und 16. Jahrhunderts. In: Neues aus Alt-Villach. 1968 (= Jahrbuch des Villacher Stadtmuseums. 5), S. 31–65.
- Philipp Frankfurter. Ein Wiener Volksdichter des ausgehenden Mittelalters. In: Wiener Geschichtsblätter. 24 (1969), S. 455–460.
- Zur Grundherrschaft der Cisterce Heiligenkreuz im mittelalterlichen Wien. In: Cîteaux-Commentarii cistercienses. 20, Achel (Belgien) 1969, S. 364–367.
- Die Baumeister des Wiener Stephansdomes im Spätmittelalter. In: Wiener Jahrbuch für Kunstgeschichte 23 (1970), S. 66–107.
- Der Wiener Maler Niclaus Forster († 1517) und die Herkunft des Marien-Reliefs in der Pfarrkirche zu Deutsch-Wagram. In: Österreichische Zeitschrift für Kunst und Denkmalpflege. 24 (1970), S. 107–112.
- Der Hohe Markt (= Wiener Geschichtsbücher. 3). Zsolnay, Wien und Hamburg 1970.
- Zur Herkunft der Votivtafel des Jodok Hauser (gest. 1478). In: Mitteilungen der österreichischen Galerie. 17 (1973), Nr. 61, S. 7–14.
- Zum angeblichen Ruhen des Wiener Dombaues 1450 bis 1467. In: Wiener Geschichtsblätter. 29 (1974), S. 140–141.
- mit Walther Brauneis: Die mittelalterlichen Kirchen und Klöster Wiens (= Wiener Geschichtsbücher. 19/20). Zsolnay, Wien und Hamburg 1977, ISBN 978-3-552-02913-2.
- Hans Siebenbürger – Meister des Hauser-Epitaphs und Stifter des Ölbergs zu St. Michael in Wien. In: ÖZKD 34 (1980), S. 147–150.
- Das verschollene Porträt des Ladislaus Postumus im Wiener Stephansdom – ein Werk des Hans Hohenbaum, alias Hans von Zürich. In: ÖZKD 35 (1981), S. 85–89.
- Die politische Rolle der Wiener Handwerker im Spätmittelalter. In: Wiener Geschichtsblätter. 1983 (38), S. 1–36.
- (Hrsg.): Erinnerungen eines Wiener Bürgermeisters 1519–1522. Oldenbourg, München 1984, ISBN 978-3-486-52241-9.
- Die Gründung des Vereins für Landeskunde in Niederösterreich – Folge eines Konflikts? In: Jahrbuch für Landeskunde von Niederösterreich. N. F. 53, 1987, S. 117–172 (zobodat.at [PDF]).
- Die Wiener Ratsbürger 1396–1526. Ein Handbuch (= Forschungen und Beiträge zur Wiener Stadtgeschichte. 18). Franz Deuticke, Wien 1988, ISBN 978-3-7005-4600-9.
- Baugrund, Bauzeit und Bauherren des gotischen Chores. In: Beiträge zur Wiener Diözesangeschichte. 31, Nr. 1 (1990), S. 7–12.
- Strassen, Türme und Basteien. Das Strassennetz der Wiener City in seiner Entwicklung und seinen Namen. Ein Handbuch (= Forschungen und Beiträge zur Wiener Stadtgeschichte. 22). Deuticke, Wien 1991, ISBN 978-3-7005-4628-3.
- Neues über Anton Pilgram. In: ÖZKD 46 (1992), S. 1–3.
- mit Ferdinand Opll: Kaiser Friedrich III. und die Wiener 1483–1485: Briefe und Ereignisse während der Belagerung Wiens durch König Matthias Corvinus von Ungarn (= Forschungen und Beiträge zur Wiener Stadtgeschichte. 24). Deuticke, Wien 1993, ISBN 978-3-7005-4642-9.
- Das Palais Esterházy in der Wallnerstraße zu Wien (= Forschungen und Beiträge zur Wiener Stadtgeschichte. 27). Deuticke, Wien 1994, ISBN 978-3-7005-4645-0.
- mit Jakob Grün: Ein Wiener Hofmaler um 1400. In: ÖZKD 50 (1996), S. 29–34.
- mit Wilhelm Georg Rizzi: Das Palais Modena in der Herrengasse zu Wien. Sitz des Bundesministeriums für Inneres (= Forschungen und Beiträge zur Wiener Stadtgeschichte. 31). Franz Deuticke, Wien 1997.
- Wiener Künstler des Mittelalters und der beginnenden Neuzeit: Regesten (= Veröffentlichungen der Kommission für Kunstgeschichte / Österreichische Akademie der Wissenschaften. Band 7, hrsg. von Artur Rosenauer). Verlag der Österreichischen Akademie der Wissenschaften, Wien 2005, ISBN 978-3-7001-3597-5.

## Nachlass
- Wiener Stadt- und Landesarchiv, Nachlässe: Bestand 3.5.125 – Nachlass Richard Perger